# Albertonia cupidinia
Albertonia cupidinia è un pesce osseo estinto appartenente ai parasemionotiformi. Visse nel Triassico inferiore (circa 250 - 247 milioni di anni fa) e i suoi resti fossili sono stati ritrovati in Canada.

## Descrizione
Questo pesce era di medie dimensioni e solitamente era lungo 35 - 40 centimetri. Il corpo era piuttosto robusto, e la testa era allungata. Il muso era arrotondato, l'apertura boccale molto profonda e gli occhi piccoli. La pinna dorsale era molto grande, a forma di vela e posizionata nella parte posteriore del corpo, più o meno in posizione opposta alla pinna anale di forma arrotondata. Le pinne ventrali erano piccole, mentre le pinne pettorali erano incredibilmente lunghe rispetto al resto del corpo, e anch'esse assomigliavano a vele. Forti scaglie ricoperte da ganoina rivestivano tutto il corpo ed erano di forma squadrata. 

## Classificazione
I primi fossili di questo animale vennero ritrovati nella zona di Wapiti Lake in Columbia Britannica in terreni del Triassico inferiore, e vennero descritti nel 1916 da Lawrence Lambe come una nuova specie del genere Elonichthys (E. cupidinius). Solo nel 1966 Gardiner ridescrisse i resti e li attribuì a un nuovo genere di pesci, Albertonia.
Albertonia è un rappresentante dei parasemionotiformi, un gruppo di pesci ossei piuttosto specializzati rispetto ad altri ordini di pesci triassici, probabilmente imparentati con gli amiiformi. 

## Paleoecologia
La forma del corpo di Albertonia e la tafonomia dei suoi fossili indica che questo pesce era un abitante di acque marine profonde e probabilmente si nutriva di plancton o di altri organismi di piccola taglia. Le condizioni del fondale marino dove viveva Albertonia dovevano essere anossiche (Davies et al., 1997).